# Pennsylvania (album)
Pennsylvania je jedenácté album americké experimentální rockové skupiny Pere Ubu. Album produkoval zpěvák skupiny David Thomas.

## Seznam skladeb
1. Woolie Bullie – 3:41
2. Highwaterville – 1:36
3. SAD.TXT – 3:26
4. Urban Lifestyle – 2:55
5. Silent Spring – 4:15
6. Mr Wheeler – 3:35
7. Muddy Waters – 3:26
8. Slow – 1:07
9. Drive – 4:17
10. Indiangiver :58
11. Monday Morning – 3:32
12. Perfume – 4:31
13. Fly's Eye – 2:39
14. The Duke's Saharan Ambitions – 4:56
15. Wheelhouse – 5:03
16. Fly's Eye (alt mix) – 2:44
17. My Name Is... (live) – 7:30

## Sestava
- David Thomas: zpěv
- Tom Herman: kytara, baskytara, piáno
- Jim Jones: kytara, baskytara, varhany
- Robert Wheeler: EML & digitální syntezátory, theremin, ovarhany
- Michele Temple: baskytara, kytara, varhany, piáno
- Steve Mehlman: bicí, perkuse